# بخش مولنبرگ (شهرستان پیکاوی، اوهایو)
بخش مولنبرگ (به انگلیسی: Muhlenberg Township) یک منطقهٔ مسکونی در ایالات متحده آمریکا است که در شهرستان پیکوای، اوهایو واقع شده‌است.
 بخش مولنبرگ ۵۸٫۶ کیلومتر مربع مساحت و ۹۰۵ نفر جمعیت دارد و ۲۲۳ متر بالاتر از سطح دریا واقع شده‌است.